# Zelleria hepariella
Zelleria hepariella là một loài bướm đêm thuộc họ Yponomeutidae. Loài này có ở châu Âu và miền bắc Tiểu Á.
Sải cánh dài 12–14 mm. Con trưởng thành bay vào tháng 7 hoặc tháng 8 tùy theo địa điểm.
Ấu trùng ăn Fraxinus excelsior, Lonicera và Artemisia.

## Hình ảnh

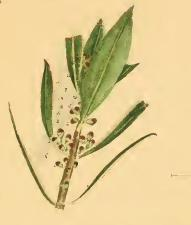
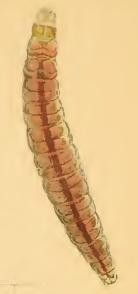